# Sebastiano Antonio Pighini
Sebastiano Antonio Pighini (ur. 17 września 1500 w Scandiano, zm. 23 listopada 1554 w Rzymie) – włoski kardynał.

## Życiorys
Urodził się 17 września 1500 roku w Scandiano, jako syn Grazia Pighiniego i Cateriny Vigarani. Studiował prawo, a następnie został kanonikiem kapituły w Kapui i audytorem Roty Rzymskiej. 27 sierpnia 1546 roku został wybrany biskupem Alife, a 21 grudnia przyjął sakrę. Uczestniczył w obradach soboru trydenckiego w Bolonii. W 1548 roku został przeniesiony do diecezji Ferentino, a dwa lata później został arcybiskupem Manfredonii. W latach 1550–1551 był nuncjuszem przy cesarzu, a w okresie 1550–1552 – datariuszem apostolskim.
Był członkiem delegacji papieskiej podczas drugiej fazy Soboru trydenckiego (1551-1552), jako jeden z dwóch (obok Luigiego Lippomano) wiceprzewodniczących soboru, zastępców kardynała legata Marcello Crescenziego.
20 listopada 1551 roku został kreowany kardynałem in pectore. Jego nominacja na kardynała prezbitera została ogłoszona jednak dopiero po zakończeniu obrad soborowych, na konsystorzu 30 maja 1552 roku. 27 czerwca 1552 nadano mu kościół tytularny San Callisto. Od 30 czerwca 1552 był członkiem Kongregacji Świętego Oficjum.
Według epitafium na jego grobie, miał umrzeć 23 listopada 1553 roku i tę datę powtarza wiele późniejszych źródeł. Jednakże przeczą temu dokumenty w aktach konsystorialnych, zgodnie z którymi jeszcze 11 grudnia 1553 został mianowany administratorem diecezji Adrii, zaś szereg dokumentów w archiwum tej diecezji wspomina go jako urzędującego ordynariusza niemal przez cały rok 1554. W rzeczywistości zmarł 22 listopada 1554.